# Децата на сестрите
Децата на сестрите (на турски: Kardeş Çocukları) e турски драматичен сериал, излъчващ се премиерно през 2019 г.

## Излъчване
| Сезон | Епизоди | Начало на сезона  | Край на сезона  | Всички епизоди | ТВ сезон | ТВ Канал |
| ----- | ------- | ----------------- | --------------- | -------------- | -------- | -------- |
| 1     | 17      | 27 януари 2019    | 26 май 2019     | 1 – 17         | 2019     | Star TV  |
| 2     | 4       | 17 септември 2019 | 8 октомври 2019 | 18 – 21        | 2019     | Star TV  |

## Актьорски състав
- Мехмет Аслантуг – Йълдъръм Санер
- Айча Бингьол – Юмран Четин
- Нур Фетахоолу – Умай Карай
- Фуркан Андъч – Волкан Демир
- Афра Сарачоглу – Хаят Четин
- Чийдем Селъшък Онат – Резан
- Енгин Алкан – Решат Карай
- Беркай Хардал – Саваш Еким
- Джем Давран – Аднан Харманджъ
- Алара Туран – Хаял Карай
- Еврим Доан – Лебриз
- Батухан Екши – Онур
- Хандан Йълдъръм – Зехра
- Елиф Чакман – Кевсер
- Ердем Йълмаз – Мерт
- Мурат Далтабан – Джемал Четин
- Ниляй Ердьонмез – Джансел